# پی‌سی‌گیمزان
پی‌سی‌گیمزاِن (به انگلیسی: PCGamesN) یک مجله آنلاین بازی ویدیویی بریتانیایی است. شرکت مادر آن، Network N، توسط جیمز بینز (که قبلاً در فیوچر پی‌ال‌سی بود) در اواخر مه ۲۰۱۲ تأسیس شد. پی‌سی‌گیمزان ماه بعد راه اندازی شد. در اصل، این وب سایت برای میزبانی کانال‌ها و میکس محتوای اصلی با محتوای ایجاد شده توسط کاربران طراحی شده بود. تیم راه اندازی شامل تیم ادواردز، سردبیر سابق پی‌سی گیمر بود. پی‌سی‌گیمزان در اوت ۲۰۱۲ ده کانال و دو نویسنده جدید برای مجموع هفت نویسنده کارمند اضافه کرد. همچنین این وب سایت کادر تحریریه گیمزمستر و مجله رسمی پلی‌استیشن را در سال ۲۰۱۵ اضافه کرد.